# Luigi Petrucci
Luigi Petrucci (Napoli, 13 settembre 1958) è un attore italiano.

## Biografia
Petrucci esordisce nel mondo dello spettacolo come attore teatrale sui palcoscenici di numerose città italiane. Con un'attiva carriera sfocia infine nel mondo della televisione e del cinema. Nel corso della sua carriera ha partecipato a diverse serie televisive e a più di un film per la TV, principalmente per quanto riguarda le produzioni Rai.
Tra i ruoli più noti si ricordano quello di "Ottavio Postiglione" nel film Compagni di scuola, di Carlo Verdone, come quello del finto commissario in Pacco, doppio pacco e contropaccotto di Nanni Loy, nonché quello dello psicanalista in Fantozzi alla riscossa di Neri Parenti e in Fuochi d'artificio di Leonardo Pieraccioni.
Oltre a film e serie TV, per la puntata del 12 novembre 2009 ha interpretato per il programma di approfondimento politico Annozero la parte dell'imprenditore Gaetano Vassallo nella ricostruzione dell'interrogatorio.
Nel 2019 interpreta il ruolo del protagonista, Peppino Amato, nel film-documentario La vera storia della dolce vita, con la regia di Giuseppe Pedersoli.

## Filmografia

### Cinema
- Napoli, Palermo, New York - Il triangolo della camorra, regia di Alfonso Brescia (1981)
- Blues metropolitano, regia di Salvatore Piscicelli (1985)
- L'amara scienza regia di Nicola De Rinaldo (1985)
- Italian Fast Food, regia di Lodovico Gasparini (1986)
- Compagni di scuola, regia di Carlo Verdone (1988)
- Supysaua, regia di Enrico Coletti (1988)
- Il bambino e il poliziotto, regia di Carlo Verdone (1989)
- Matilda, regia di Antonietta De Lillo (1990)
- Fantozzi alla riscossa, regia di Neri Parenti (1990)
- Mutande pazze, regia di Roberto D'Agostino (1992)
- Pacco, doppio pacco e contropaccotto, regia di Nanni Loy (1993)
- Mario il mago, regia di Klaus Maria Brandauer (1994)
- Mollo tutto, regia di José María Sánchez (1994)
- Miele dolce amore, regia di Enrico Coletti (1994)
- Le nuove comiche, regia di Neri Parenti (1994)
- La classe non è acqua, regia di Cecilia Calvi (1996)
- Fuochi d'artificio, regia di Leonardo Pieraccioni (1997)
- Rose e pistole, regia di Carla Apuzzo (1997)
- I vesuviani, regia di Antonietta De Lillo (1997)
- L'amore non ha confini, regia di Paolo Sorrentino (1998)
- La vespa e la regina, regia di Antonello De Leo (1999)
- La partita - La difesa di Lužin, regia Marleen Gorris (2000)
- Mi sei entrata nel cuore come un colpo di coltello, regia di Cecilia Calvi (2000)
- Tre metri sopra il cielo, regia di Luca Lucini (2004)
- Ho voglia di te, regia di Luis Prieto (2007)
- La maschera d'acqua (2007)
- Le collier, regia di F.X.Frantz (2018)
- Cetto c'è, senzadubbiamente, regia di Giulio Manfredonia (2019)
- La verità su La Dolce Vita, regia di Giuseppe Pedersoli (2019)

### Televisione
- L'ombra nera del Vesuvio, regia di Steno – serie TV (1985)
- Piccole donne oggi – regia Gianfranco Albano film TV (1989)
- Un bambino in fuga – regia Mario Caiano film TV (1990)
- Il commissario Corso – serie TV (1991)
- Ci sarà un giorno - Il giovane Pertini, regia di Franco Rossi – film TV (1993)
- La casa dove abitava Corinne, regia Alessandro Lucidi –  film TV (1996)
- Gli eredi, regia Josée Dayan –  film TV (1997)
- Incantesimo 1-2, regia Tomaso Sherman e Alessandro Cane – serial TV (1999)
- Compagni di scuola, regia Tiziana Aristarco – serie TV (2001)
- Un medico in famiglia 3-4-5 - regia Tiziana Aristarco serie TV (2003-2007)
- Questo amore -  regia Luca Manfredi miniserie TV (2004)
- De Gasperi - L'uomo della speranza, regia di Liliana Cavani – film TV (2005)
- Il veterinario, regia di Josè Sanchez – film TV (2005)
- L'uomo sbagliato, regia Stefano Reali – miniserie TV (2005)
- Orgoglio 2-3, regia Alessandro Capone e Giorgio Serafini – serie TV (2005-2006)
- Il capitano, regia Vittorio Sindoni – serie TV (2005)
- Distretto di Polizia, regia di Antonello Grimaldi - serie TV, episodio 6x07 (2006)
- Nati ieri, regia Paolo Genovese e Luca Miniero – serie TV (2006)
- Il capitano 2, regia Vittorio Sindoni – serie TV (2007)
- La nuova squadra, regia vari – serie TV (2008)
- Due imbroglioni e... mezzo!, regia di Franco Amurri – miniserie TV, seconda puntata (2009)
- Il mostro di Firenze, regia Antonello Grimaldi – miniserie TV (2009)
- Il commissario Zagaria, regia Antonello Grimaldi – serie TV (2011)
- L'ultimo papa re, regia Luca Manfredi – film TV (2013)
- Le due leggi, regia Luciano Manuzzi –  film TV (2014)
- Una pallottola nel cuore, regia Luca Manfredi – serie TV (2014)
- Un posto al sole,  registi vari – soap opera (2015-2016)
- I bastardi di Pizzofalcone, registi vari – serie TV (2017-2021)
- Scomparsa - regia Fabrizio Costa – serie TV (2017)
- Non dirlo al mio capo. regia Giulio Manfredonia – serie TV (2017)
- Il confine, regia di Carlo Carlei – film TV (2018)
- Nero a metà, regia di Marco Pontecorvo – serie TV, episodio 1x10 (2018)
- A muso duro - Campioni di vita, regia di Marco Pontecorvo – film TV (2022)
- I casi di Teresa Battaglia, regia di Carlo Carlei e Kiko Rosati – serie TV (2023-2024)

## Teatro
- Compagnia N. Taranto - D. Palumbo, Virata di bordo di T. De Filippo regia Carmine Servino (1979)
- Compagnia L. De Filippo - P. De Vico, L'albergo del libero scambio di G. Feydeau, regia di G. Magliulo (1980)
- Compagnia C. Croccolo - G. Rizzo,  Castello degli spiriti di Petito regia di M. Galdieri (1981)
- Radio Uno, Ferito a morte di R. La Capria adattamento e regia U. Marino (1981)
- Radio Uno, Pulcinella amore mio regia di L. De Filippo (1981)
- Compagnia L. De Filippo con commedie di repertorio Fratelli De Filippo - (1982-1985)
- Compagnia Aldo e Carlo Giuffré, A che servono questi quattrini di A. Curcio regia C. Giuffré (1986)
- Compagnia Lauretta Masiero, Misantropo di Menandro regia S. Satta Flores (1988)
- Compagnia R. Pazzaglia – G. Gleijeses, Ritornati dal passato regia R. Pazzaglia (1989)
- Compagnia G.F. Imparato – L. Petrucci - M. Bideri, 2005 ultimo atto di G.F. Imparato regia di M. Mattolini (1994)

+ Compagnia P.Barra E.Cannavale: Una tragedia tutta da ridere regia di Gianfelice Imparato.
- Compagnia Stabile di Palermo C. Bigagli - L. Petrucci, La parola ai giurati di Reginald Rose regia R. Guiccardini e G. Cataldo (1998)
- Compagnia N. Paone - L.Petrucci, Dolori di corpo  regia C. Sommella (2001)
- Napoli milionaria,  regia M. Ranieri – F. Di Rosa per Rai Uno (2011)
- Sabato domenica e lunedì, regia M. Ranieri - F. DI Rosa per Rai Uno (2012)
- Il Mammone, regia F.X. Frantz (2019)